# Kartal, Madžarska
Kartal je vas na Madžarskem, ki upravno spada pod podregijo Aszódi Županije Pešta.